# Tricolia pullus
Tricolia pullus är en snäckart som beskrevs av Carl von Linné 1758. Tricolia pullus ingår i släktet Tricolia och familjen Tricoliidae. Inga underarter finns listade i Catalogue of Life.

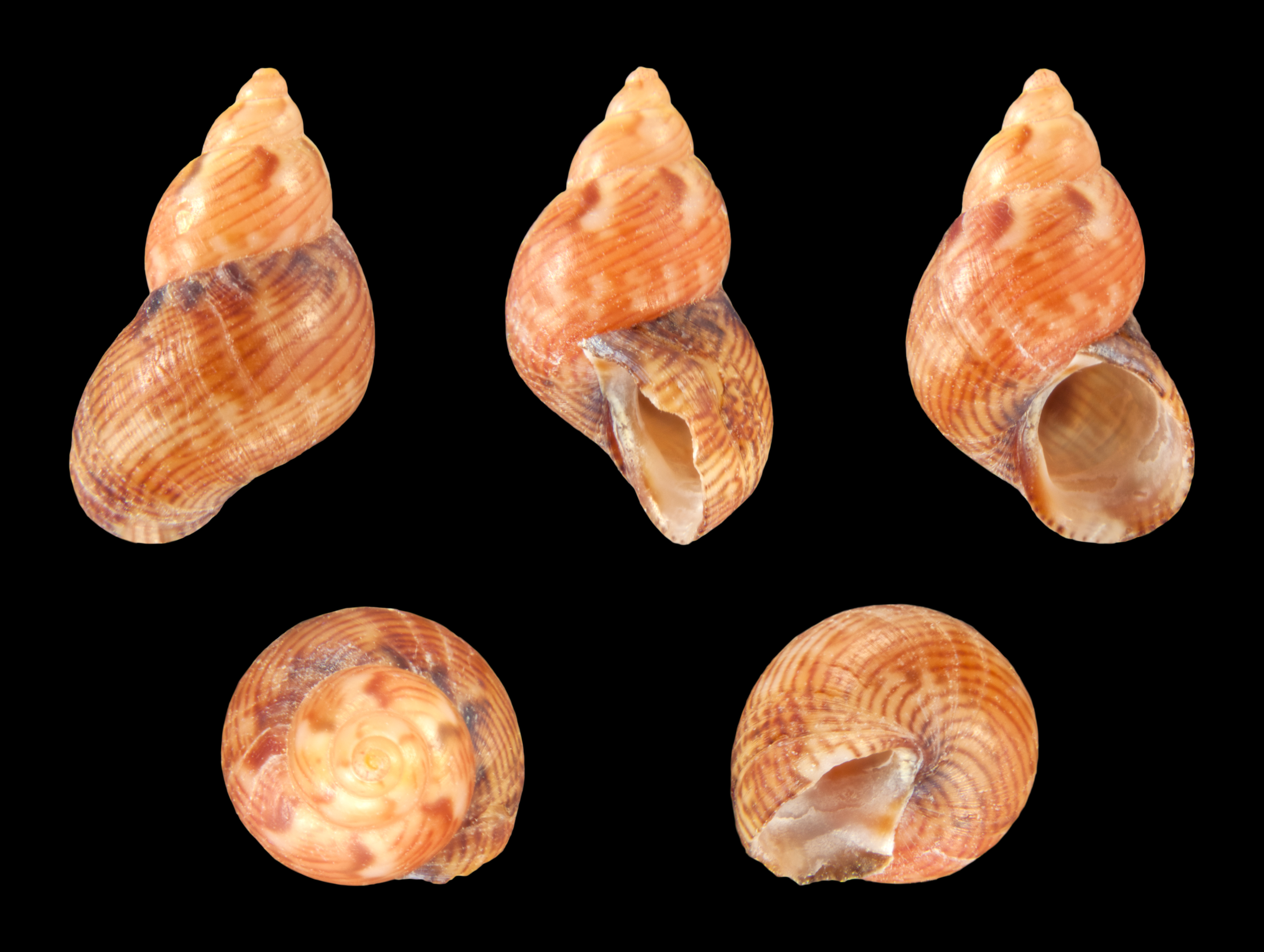
Tricolia pullus canarica
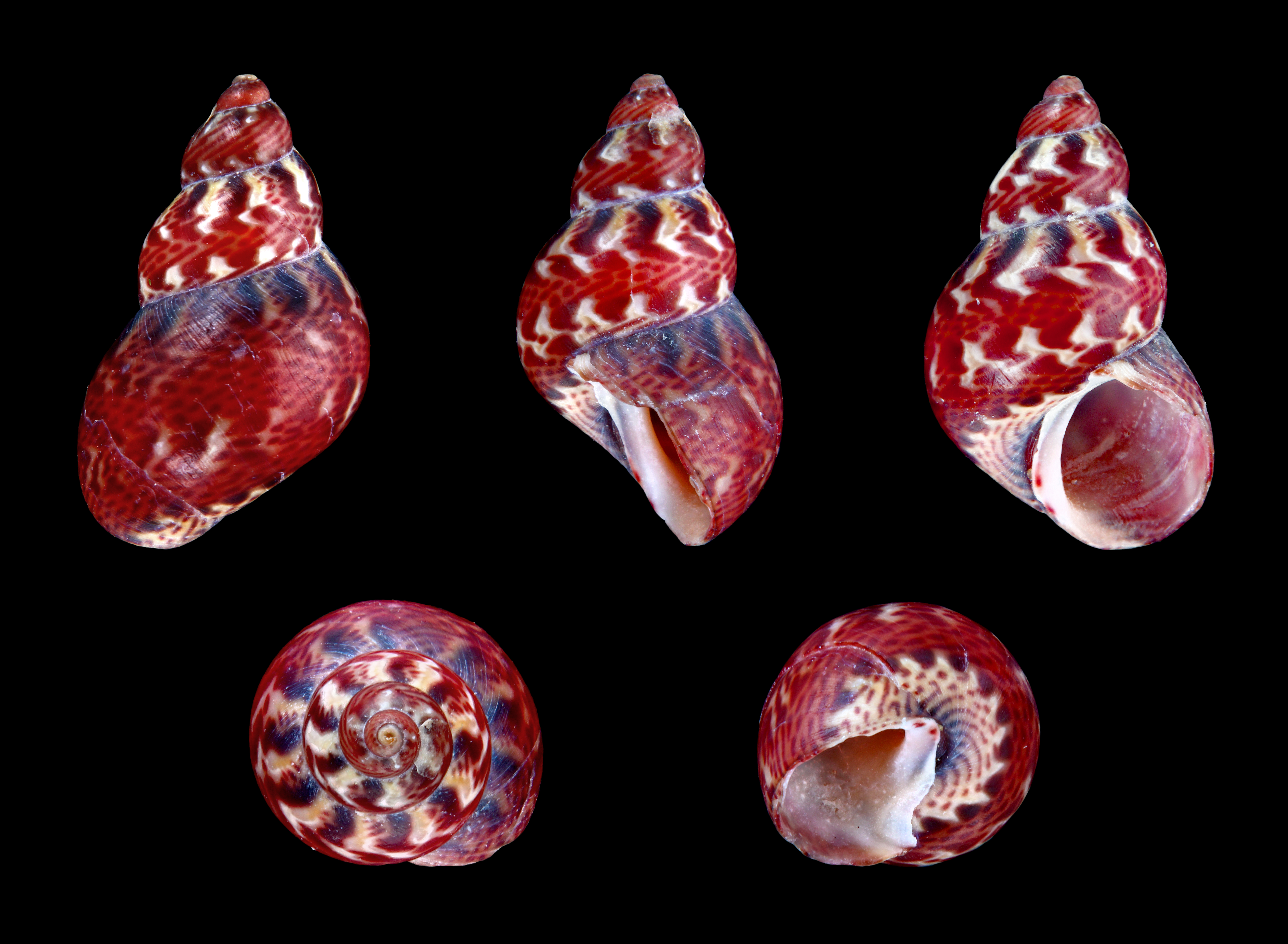
Tricolia pullus picta